# Amauta ambatensis
Amauta ambatensis är en fjärilsart som beskrevs av Constant Vincent Houlbert 1917. Amauta ambatensis ingår i släktet Amauta och familjen Castniidae. Inga underarter finns listade i Catalogue of Life.